# Đại dịch COVID-19 tại Châu Nam Cực
Châu Nam Cực là châu lục cuối cùng trên thế giới mà dịch bệnh COVID-19 đặt chân tới do xa xôi và dân cư thưa thớt. Các ca đầu tiên được báo cáo vào ngày 21 tháng 12 năm 2020, gần một năm sau khi các trường hợp COVID-19 đầu tiên được phát hiện ở Trung Quốc. Ít nhất 36 người được xác nhận là đã bị nhiễm bệnh.

## Bối cảnh
Vào ngày 12 tháng 1 năm 2020, Tổ chức Y tế Thế giới (WHO) xác nhận rằng coronavirus mới là nguyên nhân gây ra bệnh đường hô hấp ở một nhóm người ở thành phố Vũ Hán, tỉnh Hồ Bắc, Trung Quốc và đã được báo cáo cho WHO vào ngày 31 tháng 12 năm 2019.
Tỷ lệ ca tử vong đối với COVID-19 thấp hơn nhiều so với đại dịch SARS năm 2003, nhưng tốc độ truyền bệnh cao hơn đáng kể cùng với tổng số người chết cũng đáng kể.

## Ảnh hưởng đến nghiên cứu khoa học
Những người đến các trạm nghiên cứu ở Nam Cực phải trải qua sàng lọc cách ly và xét nghiệm COVID-19. Các trạm nghiên cứu ở Nam Cực của Úc, Na Uy và Đức có các kit xét nghiệm virus corona và khẩu trang; vẫn chưa được xác nhận liệu các trạm nghiên cứu của Hoa Kỳ và Anh có chúng hay không. Trạm nghiên cứu châu Nam Cực thuộc Anh đã thực hiện các biện pháp phòng ngừa. Các lãnh thổ Châu Nam Cực thuộc Argentina đã thực hiện các biện pháp tại sáu căn cứ thường trực của mình để ngăn chặn sự lây lan của COVID-19 đến lãnh thổ.
Tác động của đại dịch COVID-19 đối với du lịch đã gây ra những phức tạp với việc sơ tán nhân viên Trạm nghiên cứu châu Nam Cực thuộc Anh khỏi lục địa.
Tính đến  ngày 14 tháng 4 năm 2020, các căn cứ ở Nam Cực chỉ còn rất ít các nhân sự, du lịch bị hạn chế và nghiên cứu khoa học đã bị ảnh hưởng. Một số hội nghị về chủ đề Nam Cực đã được lên kế hoạch vào giữa năm 2020 đã bị hủy bỏ do đại dịch.

## Ca mắc
| COVID-19 tại châu Nam Cực () Tử vong Hồi phục Đang điều trị 20202021Thg 12Thg 115 ngày gần nhất15 ngày gần nhất | COVID-19 tại châu Nam Cực () Tử vong Hồi phục Đang điều trị 20202021Thg 12Thg 115 ngày gần nhất15 ngày gần nhất | COVID-19 tại châu Nam Cực () Tử vong Hồi phục Đang điều trị 20202021Thg 12Thg 115 ngày gần nhất15 ngày gần nhất | COVID-19 tại châu Nam Cực () Tử vong Hồi phục Đang điều trị 20202021Thg 12Thg 115 ngày gần nhất15 ngày gần nhất | COVID-19 tại châu Nam Cực () Tử vong Hồi phục Đang điều trị 20202021Thg 12Thg 115 ngày gần nhất15 ngày gần nhất |
| --- | --- | --- | --- | --- |
| Ngày | Ngày | | Ca nhiễm | Tử vong |
| 2020-12-25 | 2020-12-25 | | 32(n.a.) | |
| ⋮ | | | | |
| 2020-12-28 | 2020-12-28 | | 32(n.a.) | |
| ⋮ | | | | |
| 2021-01-01 | 2021-01-01 | | 59(n.a.) | |
| ⋮ | | | | |
| 2021-01-04 | 2021-01-04 | | 59(n.a.) | |
| ⋮ | | | | |
| 2021-01-08 | 2021-01-08 | | 59(n.a.) | |
| ⋮ | | | | |
| 2021-01-11 | 2021-01-11 | | 59(n.a.) | |
| ⋮ | | | | |
| 2021-01-15 | 2021-01-15 | | 59(n.a.) | |
| ⋮ | | | | |
| 2021-01-18 | 2021-01-18 | | 59(n.a.) | |
| ⋮ | | | | |
| 2021-01-22 | 2021-01-22 | | 58(n.a.) | |
| ⋮ | | | | |
| 2021-01-25 | 2021-01-25 | | 58(n.a.) | |
| ⋮ | | | | |
| 2021-01-29 | 2021-01-29 | | 58(n.a.) | |
| Các trường hợp được báo cáo ở Nam Cực cho đến nay. Nguồn: Bộ Khoa học và Công nghệ Chile                        | | | | |

Vào tháng 4 năm 2020, tàu du lịch đến Nam Cực đã có gần 60% hành khách có kết quả xét nghiệm dương tính với COVID-19. Chuyến du thuyền dừng lại ở Uruguay để hành khách xuống tàu.
Các trường hợp chính thức đầu tiên được chính phủ Chile công bố vào ngày 21 tháng 12 năm 2020. Ít nhất 36 người, bao gồm 10 dân thường và 26 sĩ quan của Quân đội Chile và Hải quân Chile, đã được xác nhận là dương tính với COVID-19 sau khi nhiễm virus tại Căn cứ Tướng Bernardo O'Higgins Riquelme (ở châu Nam Cực), nơi họ đang thực hiện công việc bảo trì theo lịch trình cho căn cứ. Những người trên có các triệu chứng của COVID-19 trên tàu Sargento Aldea và hầu hết các trường hợp được điều trị sau khi đến Punta Arenas và Talcahuano.

## Tiêm phòng
Vào ngày 18 tháng 3 năm 2021, Không quân Chile thông báo họ đã tiêm chủng cho 49 nhân viên của họ ở Nam Cực, là quốc gia đầu tiên bắt đầu quá trình tiêm chủng chống lại COVID-19 ở lục địa này.